# Paralelo 76 S
O Paralelo 76S é um paralelo no 76° grau a sul do plano equatorial terrestre.

## Dimensões
Conforme o sistema geodésico WGS 84, no nível de latitude 76° S, um grau de longitude equivale a 27,02 km; a extensão total do paralelo é portanto 9.726 km, cerca de 24,5 % da extensão do Equador, da qual esse paralelo dista 8.439 km, distando 1.563 km do polo sul.

## Cruzamentos
O paralelo 76 S cruza terra firme da Antártica por três quartos de sua extensão, em 2 trechos de terra, um longo no leste, um mais curto no oeste; passa, em um quarto de sua extensão pelos mares de Weddell e de Ross.